# Corrida de São Silvestre de 1939
A Corrida de São Silvestre de 1939 foi a 15ª edição da prova de rua, realizada no dia 31 de dezembro de 1939, no centro da cidade de São Paulo, a largada aconteceu as 23h30m, a prova foi de organização da Cásper Líbero.
O vencedor foi Luiz Del Greco, do Associação Athletica Ramenzoni com o tempo de 22m14s.

## Percurso
Da Avenida Paulista, esquina da Av. Angélica – Monumento do Olavo Bilac até o Clube de Regatas Tietê, com 7.000 metros.
- Participantes: 1.520 atletas
- Chegada: 420 atletas atravessaram a linha de chegada 10 minutos após a passagem do campeão.[3]

## Resultados

#### Masculino
- 1º Luiz Del Greco (Brasil) - 22m14s